# St. Vincent
St. Vincent (englisch Saint Vincent) ist eine Insel in der Karibik. St. Vincent war auch der Name der britischen Kolonie, deren Hauptinsel die Insel St. Vincent war und die unter dem geänderten Namen St. Vincent und die Grenadinen 1969 unabhängig wurde.

## Geographie

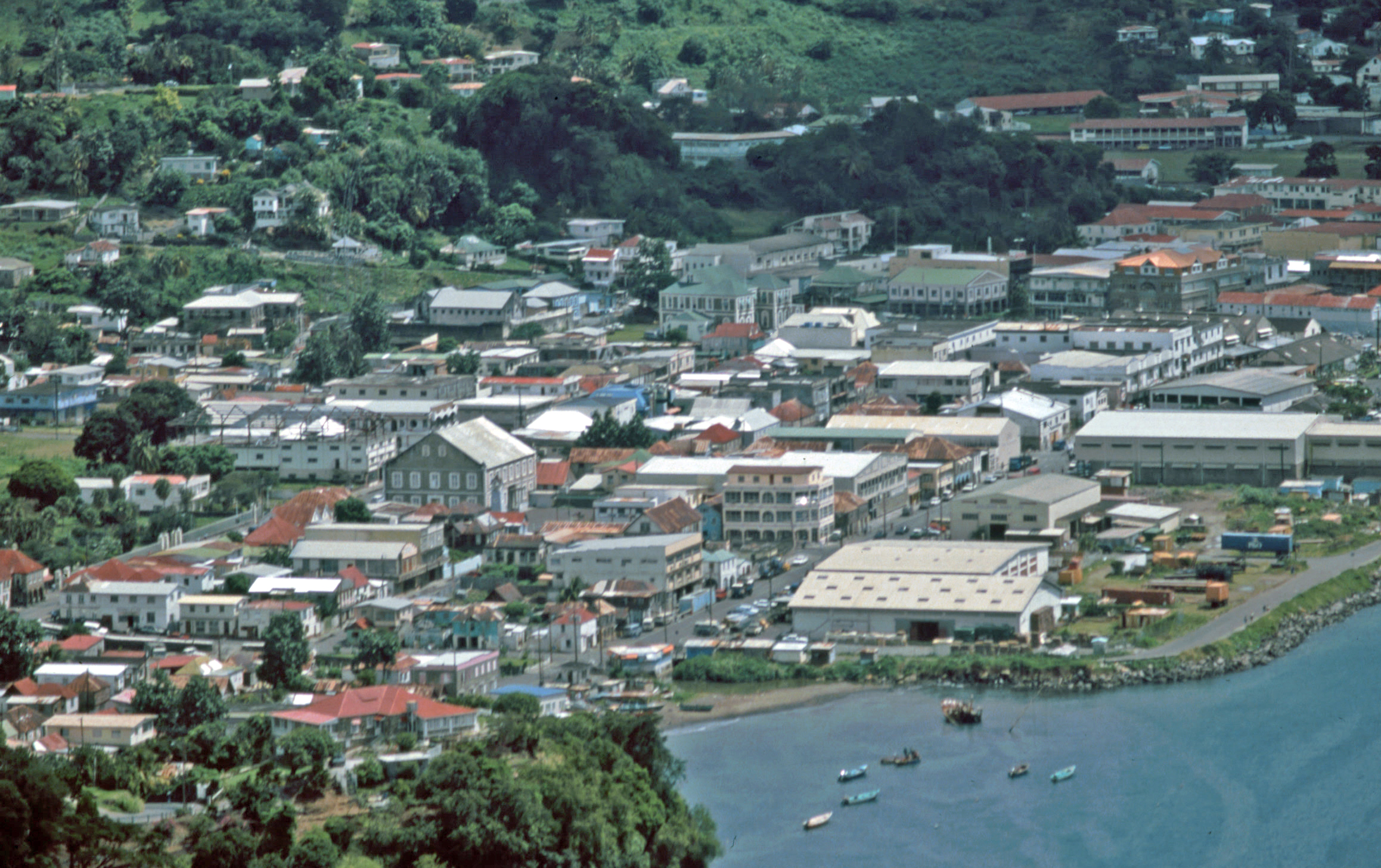
Kingstown, St. Vincent, 2010

St. Vincent gehört zu den Windward Islands, die Teil der Inseln über dem Winde sind. Südlich von St. Vincent erstrecken sich die Grenadinen, am nächsten liegt die rund 10 km entfernte Insel Bequia. Weiter im Süden liegt Grenada, nördlich St. Lucia und ungefähr 160 km östlich Barbados.
Die ungefähr 30 km lange und maximal 17 km breite Insel ist auf ganzer Länge von einem mit Urwald bedeckten Gebirge durchzogen. Die höchste Erhebung auf St. Vincent ist der aktive Vulkan Soufrière mit einer Höhe von 1220 m. Zahlreiche Bäche ergießen sich aus dem Inselinneren ins Meer. Es herrscht tropisches Klima mit monatlichen Durchschnittstemperaturen zwischen 25 und 30 Grad Celsius sowie ganzjährig hohen Niederschlägen. Die Insel liegt am südlichen Ende des atlantischen Wirbelsturmgürtels, durchschnittlich werden 0,4 Wirbelstürme pro Jahr beobachtet. Der Wirbelsturm Allen berührte die Insel 1980, 2004 Ivar, Emily 2005. 2010 verursachte der Wirbelsturm Tomas schwere Schäden.
Die Fläche der Insel beträgt 347 km², auf ihr werden hauptsächlich Bananen, Zuckerrohr, Baumwolle, Kokosnüsse und Pfeilwurz angebaut.
Zum Zeitpunkt der letzten Volkszählung (2012) hatte St. Vincent 99.757 Einwohner. Für das Jahr 2021 wurde die Bevölkerung auf knapp 100.500 Einwohner geschätzt. In der Volkszählung von 2001 bezeichneten sich 3813 Individuen als Ureinwohner, also Kariben.
Die größte Stadt ist die Hauptstadt Kingstown mit 12.909 Einwohnern (Stand 2012; Agglomeration: 26.721 Einwohner). Weitere Orte sind Adelphi, Georgetown, Byera, Barrouallie und Owia.
Kfz-Kennzeichen ist WV. Zwischen der Hauptstadt Kingstown und der Nachbarinsel Bequia verkehren täglich mehrere Fähren.
Der einzige Flughafen auf St. Vincent ist der 2017 eingeweihte Flughafen Argyle International an der Südostküste der Insel, der den im gleichen Jahr stillgelegten Flughafen E. T. Joshua nahe Kingstown ersetzt. Dessen IATA-Code SVD wurde für den neuen Flughafen übernommen.

## Geschichte
Die erste Besiedelung erfolgte durch die Arawak, gefolgt von den Kariben. Giovas and Fitzpatrick publizierten ein Radiokarbondatum von 1650 BP.
Die ersten Afrikaner erreichten 1635 die Inselgruppe, als bei St. Vincent zwei englische Sklavenschiffe im Sturm Schiffbruch erlitten. Eine große Zahl der Afrikaner konnten sich aus den Wracks befreien und fliehen, sie wurden von den Inselkariben (Kalipona) aufgenommen und vermischten sich mit ihnen. Es entstand eine Volksgruppe, die schwarze Kariben (und später Garifuna) genannt wurde, die es im Spannungsfeld zwischen England und Frankreich immer wieder schaffte, unabhängig zu bleiben.
Die Insel war zwischen den Großmächten England und Frankreich aufgeteilt, bevor sie 1763 im Frieden von Paris Teil des Königreichs Großbritannien wurde.
William Bligh brachte am 24. Januar 1793 mit der HMS Assistance 682 Brotfruchtsetzlinge von Tahiti und Timor nach St. Vincent und Jamaika, von hier wurden die Pflanzen weiterverteilt. Er brachte insgesamt acht Unterarten mit, solche mit und solche ohne Samen. Die ersten Bäume wurden im Botanischen Garten von St. Vincent gepflanzt, insgesamt sechs Arten ohne Samen. Im Botanischen Garten der Insel wächst noch heute ein Ableger eines der Original-Bäume. Diese waren bei den Plantagenbesitzern der Karibik begehrt, da durch den Amerikanischen Unabhängigkeitskrieg billige Weizenlieferungen aus Nordamerika ausblieben und sie nach einem neuen billigen Grundnahrungsmittel für ihre Sklaven suchten. Die Sklaven lehnten die Frucht zunächst ab, heute ist sie jedoch weit in Hausgärten verbreitet.
Mit der Ausbreitung der Sklavenwirtschaft auf den Zuckerrohrplantagen wurden die Garifuna von den Kolonisten argwöhnisch betrachtet, stellten sie doch ein Beispiel freier Schwarzer dar. Zwischen den Briten auf der einen und Garifuna sowie Franzosen auf der anderen Seite kam es zu kriegerischen Auseinandersetzungen (Karibenkrieg), die 1796 mit der vollkommenen Niederlage der Garifuna und Franzosen endeten. Die besiegten Garifuna wurden zunächst auf die nahegelegene Insel Baliceaux deportiert wo über die Hälfte verstarb, die Überlebenden auf die Insel Roatán vor der honduranischen Küste deportiert, die sie jedoch mit spanischer Hilfe bald verließen.
1871 wurde St. Vincent in die Kronkolonie der Windward Islands eingegliedert. Von 1958 bis 1962 gehörte St. Vincent zur kurzlebigen Westindischen Föderation. 1979 wurde der Staat St. Vincent und die Grenadinen unabhängig, blieb jedoch im Commonwealth.
Der aktive Vulkan La Soufrière sorgte mit seinen Ausbrüchen nicht nur für fruchtbare Böden, er verursachte auch Naturkatastrophen mit zum Teil erheblichen Sach- und Personenschäden. Bei dem Ausbruch 1902 starben etwa 1600 Menschen, beim Ausbruch 1979 kamen dank rechtzeitiger Evakuierungen keine Menschen zu Schaden. Auch im jüngsten Aktivitätszeitraum von Dezember 2020 bis April 2021 konnte die Bevölkerung dank intensiver Überwachung des Vulkans rechtzeitig gewarnt und evakuiert werden, bevor am 9. April 2021 eine Serie von explosiven Eruptionen begann. Inselbewohner wurden teilweise mit Hilfe von Kreuzfahrtschiffen der Reedereien Royal Caribbean International, Celebrity Cruises und Carnival Cruise Line auf benachbarte Inseln gebracht.

## Trivia
St. Vincent war einer der Drehorte für den Walt-Disney-Film Fluch der Karibik. Man ließ Bootsstege und Gebäude als Szenerie fertigen und stellte mehrere Hundert Vincenter für Hilfsarbeiten ein.

## Söhne und Töchter
- Lansdown Guilding (1797–1831), Naturforscher
- Robert Dalrymple Ross (1827 oder 1828–1887), britischer Kolonialoffizier und australischer Politiker
- John Roche Dakyns (1836–1910), englischer Geologe
- Frederick Ballantyne (1936–2020), Generalgouverneur von St. Vincent und den Grenadinen
- Franklyn Seales (1952–1990), US-amerikanischer Film- und Theaterschauspieler
- Kevin Lyttle (* 1976), Sänger
- Natasha Mayers (* 1979), Leichtathletin, Sprinterin
- Marlon Roudette (* 1983), Sänger der britischen Band Mattafix